# NGC 449

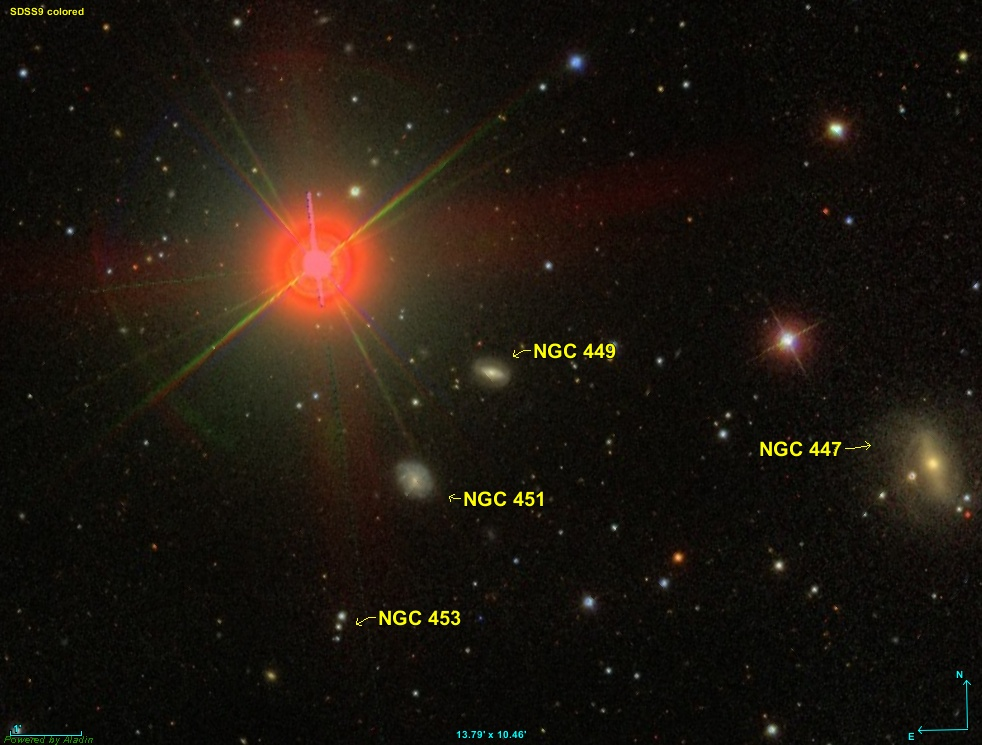
NGC 447, NGC 449, NGC 451 e NGC 453 (SDSS)

NGC 449 è una galassia a spirale situata nella costellazione dei Pesci.
Fu scoperta l'11 novembre 1881 da Édouard Stephan.